# Нормандські завоювання в Африці
Нормандське Африканське королівство (італ. Regno normanno d'Africa) — недовговічне прикордонне володіння нормандського Сицилійського королівства на території колишньої римської провінції Африка (мусульманська Іфрикія, що відповідає територіям сучасного Тунісу, західної Лівії та невеликим фрагментам східного Алжиру). Основними джерелами інформації про королівство є роботи арабських (мусульманських) авторів, тоді як латинські (християнські) джерела значно скудніші. Деякі сучасні дослідники вважають, що «[нормандська Африка] насправді являла собою конгломерат контрольованих нормандцями міст вздовж узбережжя Іфрикії».
Завоювання Сицилійським королівством територій на Африканському континенті почалося у 1146—1148 роках за короля Рожера II. Сицилійське управління африканськими територіями складалось з утримання військових гарнізонів у великих містах, збирання податків з місцевого мусульманського населення, захисту прав місцевих християн і карбування монет. Місцева управліська аристократія значною мірою залишилася на своїх місцях і мусульманські еміри контролювали цивільний уряд під наглядом сицилійців. Економічні зв'язки між Сицилією та Африкою, які були сильними і до завоювання, ще більше зміцнилися, а зв'язки між Африкою та Північною Італією розширилися.
На початку правління Вільгельма I у 1158—1160 роках нормандське Африканське королівство пало під натиском марокканського Альмохадського халіфату. У 1180 році між Сицилійським королівством та Альмохадами було укладено мирну угоду, яка визнавала статус-кво, що склався в Африці.

## Історія
У 1087 році, коли організатори нападу на Махдію з Генуї та Пізи запросили великого графа Сицилії Рожера I підтримати їх військову експедицію в Африку, Рожер, який в 1076 році уклав економічний договір з зірідським еміром Тунісу Тамімом ібн аль-Муїззом відмовився, сказавши: «Що стосується нас, Африка завжди поруч. Коли ми будемо сильними, ми візьмемо її» .

### Завоювання Триполі та Махдії
У 1142/3 році король Сицилії Рожер II вперше напав на Триполі, розташоване на узбережжі південно-східніше від Махдії. У 1146 він ще раз обложив місто і врешті взяв його. На момент нормандського нападу Триполі вже було спустошене серією голодів і практично перебувало у стані громадянської війни. Проте, як і раніше, Триполі залишався важливим портом на морському шляху з країн Магрібу до Єгипту. Після цього завоювання, кілька дрібних емірів навколо Триполі також добровільно погодидись визнати сицилійську зверхність. Юсуф, правитель Габеса, надіслав Рожеру заклик — «надай мені мантію та лист про призначення валі Габеса, і я буду вашим заступником там, як і Бану Матру, який утримує Триполі для вас». Рожер погодився і Юсуф у своїй новій мантії зачитав листа про своє призначення на зборах знаті. У відповідь аль-Хасан з Махдії напав на нього, захопив Юсуфа, доставив його до Махдії і забив камінням до смерті. Можливо, що напад Рожера на Махдію в 1148 був відповіддю на цей агресивний акт зі сторони еміра Аль-Хасана, але Ібн аль-Асір припустив, що Рожер просто скористався голодом в Африці, незважаючи на те, що у нього був договір з аль-Хасаном до 1150 року.

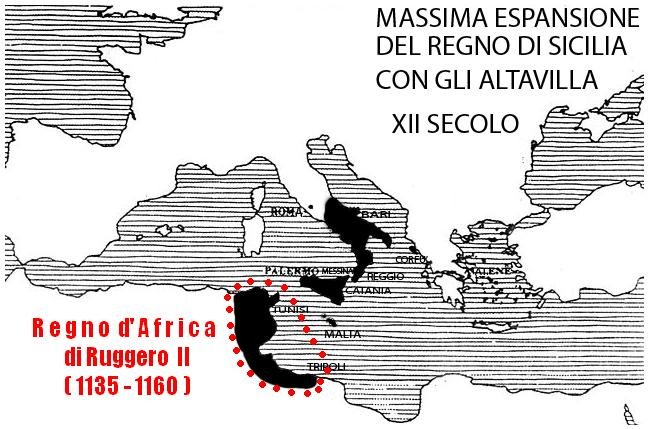
Африканське королівство (позначено червоним) на фоні Сицилійського королівства Рожера II (чорним) в середині XII ст.

У червні 1148 Роджер послав флот на чолі зі своїм адміралом Георгієм Антіохійським, колишнім підданим Махдії, проти аль-Хасана. Біля острова Пантелерія сицилійський флот захопив корабель з Махдії, на борту якого були поштові голуби. Георгій відправив птахів додому з хибними повідомленнями про те, що сицилійський флот планує напасти на Візантійську імперію. Тож коли 22 червня сицилійський флот прибув до Махдії, місто не було готовим для оборони. Емір та його двір втікли з непідготовленого до бою міста, залишивши свої скарби. Махдію захопили силою, але сицилійцям було дано лише дві години на розграбування міста, під час якого мусульманські жителі переховувалися у християнських будинках та церквах. Рожер швидко надав усім жителям міста свій королівський захист, або аман. За словами Ібн Абі Дінара, Георгій «відновив обидва міста, Завілу та Махдію: позичив кошти купцям, роздав милостиню бідним, передав відправлення правосуддя до рук каді, прийнятного для населення і добре організував управління цими двома містами». Щоб спонукати мусульманських біженців повернутись до захоплених сицилійцями міст, населенню безоплатно роздавалось продовольство.
1 липня місто Сус, яким правив син аль-Хасана Алі, здалося сицилійцям без бою, і Алі вслід за своїм батьком втік до Альмохадів у Марокко. 12 липня після нетривалого опору Георгій Антіохійський захопив Сфакс. За словами Ібн аль-Асіра, з африканцями «поводились гуманно», і всій провінції було надано аман, повний «прекрасних обіцянок». Ібн Хальдун у своїй книзі «Китаб аль-Ібар» описує зверхнє ставлення християн Сфакса до своїх сусідів-мусульман. в Триполі при владі залишилося плем'я Бану Матру, а в Сфаксі Рожер призначив губернатором Умара ібн аль-Хусейна аль-Фурріані, чий батько був доставлений на Сицилію як заручник і гарант доброї поведінки сина. Арабські джерела одностайно стверджують, що батько Умара, проте, підбурював сина до повстання. Місто Барашт (Бреск) та острови Керкенна впали від рук Рожера, як і непокірні племена пустелі. Після короткого періоду завоювань і захоплень «володіння франків [норманців] тяглися від Триполі до кордонів Тунісу і від західного Магриба до Кайруана».
Після того, як Альмохади взяли місто Беджая, на яке Рожер, можливо, мав власні плани, в 1152 флот під командуванням Філіпа Махдійського був відправлений на підкорення Аннаби. Згідно Ібн аль-Атіра, Філіп був таємним мусульманином, який м'яко ставився до жителів Аннаби.

### Підкорення Тунісу та внутрішні заворушення
Після 1148 року уся увага Рожера була спрямована на війну з Візантією і тому він не зміг продовжити свої завоювання в Іфрикії нападом на Туніс. За словами Ібн Ідхарі, у страху тунісці відправили зерно на Сицилію, сподіваючись запобігти нападу. Це, ймовірно, слід розглядати як данину поваги і покірності, оскільки Ібн Ідхар пише, що Рожер все ще був при владі в місті, коли Альмохади напали на нього в 1159, хоча насправді його вже не було в живих. Венеційський літописець Андреа Дандоло, ймовірно, має рацію, коли стверджував: «і королі Тунісу платили йому [Роджеру] данину» (regemque Tunixii sibi tributarium fecit). Рожер помер у 1154 році, і йому успадкував його син Вільгельм I, який продовжував правити Африкою. Його вступ на престол був сприйнятий місцевими чиновниками як зручний випадок, який вимагав додаткових повноважень щодо оподаткування. Арабські історики Ібн аль-Асір та Ібн Халдун сподівалися, що Рожер захистить свої африканські землі від релігійного фанатизму та нетерпимості Альмохадів. Після його смерті деякі мусульманські офіційні особи зажадали, щоб у мечетях читалися проповіді проти Альмохадів.
Жителі Африки, які на той час у переважній більшості були мусульманами, зазвичай віддавали перевагу мусульманському правлінню християнському, і в міру просування Альмохадів на схід місцеві правителі, призначені Вільгельмом I, встановлювали контакти з його марокканськими супротивниками. Місцеві повстання на користь Альмохадів були добре організовані, і Ібн аль-Асір та Ібн Халдун пов'язують їх з одночасним сицилійським повстанням, спровокованим Майо з Барі. Серед повстанців був Умар ібн аль-Хусейн аль-Фурріані, а серед втрачених міст була Завіла, передмістя Махдії. Місто було відвойоване і служило притулком для християн, які рятувалися від переслідувань Альмохадів в останні дні існування нормандської Африки.

### Вторгнення Альмохадів
Відновивши свою владу, Вільгельм послав флот проти Тинніса в Єгипті (бл. 1156), на який Рожер, можливо, напав ще в 1153/4 . У 1157/8 році (хронологію цих подій встановити важко), сицилійський флот здійснив набіг на острів Ібіса на мусульманських Балеарських островах. Італійський арабіст Мікеле Амарі припустив, що останнє було спробою перервати судноплавні маршрути Альмохадів, але Ібіса знаходиться далеко на північ від африканського узбережжя. З Ібіси флот мав прийти на допомогу Махдії, яка перебувала під загрозою з боку сил Альмохадів .
Врешті-решт, уся нормандська Африка, крім Махдії, була захоплена Альмохадами. Триполі впав в 1158, а Махдія перебувала в облозі з кінця літа 1159 . Під час облоги, у відповідь на запитання альмохадського халіфа: «чому ви покинули таке укріплене місце?», аль-Хасан, останній емір Зірідів Іфрикії, який перебував у його таборі, як кажуть, відповів: «бо в мене було мало тих, на кого я міг би покластися; тому що не вистачало їжі; і тому що це було волею долі» . У відповідь халіф Абд аль-Мумін, як кажуть, тимчасово відмовився від облоги, щоб побудувати два великі пагорби з пшениці та ячменю. Сфакс, який деякий час повставав проти Вільгельма, добровільно перейшов під владу Альмохадів під час облоги, тоді як місто Габес було взято силою. У січні 1160 року оборона Махдії була прорвана і Абд аль-Мухмін надав християнам і євреям, що залишилися, вибір: або прийняти іслам або померти .

### Наслідки
Уго Фальканд звинуватив у падінні Африки та подальшому переслідуванні африканських християн Вільгельма I та Майо з Барі . Остаточний мир з Альмохадами не був підписаний до 1180, коли сицилійське військовий корабель захопив судно, що перевозило дочку халіфа Юсуфа в Іспанію. Згідно з Liber ad honorem Augusti П'єтро та Еболі, халіф запропонував платити щорічну данину в обмін на повернення принцеси. У Палермо був сформований спеціальний відділ, duana de secretis, для контролю надходження цієї данини. Роберт із Торіньї навіть каже, що їм було повернуто два міста, Африка (Махдія) та Сибілія (Завіла), але насправді сицилійці, ймовірно, отримали лише можливості відкрити склади та комерційні приміщення у цих місцях. Після укладення договору сицилійці та Альмохади виявили загальну зацікавленість у стримуванні експансії Айюбідського Єгипту. Вільгельм II в 1180—1182 роках зосередив свою увагу на піратстві Ганідів, що правили Балеарськими островами і були запеклими ворогами Альмохадів.
Пізніші англо-нормандські автори посилаються на однорядкову римовану поему (моновірш): APVLVS ET CALABER, SICVLVS MICHI SERVIT ET AFER («Апулія і Калабрія, Сицилія та Африка служать мені») . Радульф де Дісето у своїй Decani Lundoniensis Opuscula коротко розповідає про завоювання нормандцями Південної Італії, а потім цитує вищенаведений рядок. Ральф Нігер писав, що цей рядок з'явився на печатці Роджера II, тоді як у сумнівному уривку Гервасія Тілберійського  говориться, що Рожер написав цей вислів на своєму мечі . Андреа Дандоло послався на легенду про меч, який, мабуть, був добре відомий у Венеції XIV століття. Рядок, подібний до моновірша, зустрічається в середині XII століття в енкоміумі в Руані, столиці Нормандії. Анонімний поет називає Рожера II «правителем Італії, Сицилії, Африки, Греції та Сирії» і припускає, що Персія, Ефіопія та Німеччина побоюються його .

## Хронологія
1142: Захоплення Триполі Рожером II
1146: Облога Махдії
1148: захоплення Суса і Сфакса і підкорення Тунісу
1153: захоплення Аннаби Філіпом де Махдія
1154: Смерть Рожера II і коронація Вільгельма I
1156: Провал експедиції проти Теніса в Єгипті
1158: Захоплення Триполі Альмохадами
1159: Початок облоги Махдії, підкорення Сфакса та захоплення Габеса Альмохадами
1160 (січень): Падіння Махдії та примусове навернення християн та євреїв

## Мотиви завоювання
Що стосується мотивів військових завоювань в Африці, історик Девід Абулафія висуває три версії: релігійну («поширення хрестових походів на відносно покинуту територію»), економічну (такі як «захист ключових торгових шляхів») або імперіалістичну («спроба побудувати велику імперію»).

### Економічні мотиви
В період 1050—1150 років Сицилійське королівство та Африка мали тісні та зростаючі економічні зв'язки. Сицилійці імпортували золото, яке доставлялося караванами через Сахару в Кайруан та Махдію, а також тканини, виготовлені з єгипетського та місцевого льону або бавовни, імпортованої з Індії та Сицилії. Крім цієї бавовни, сицилійці постачали в Африку велику кількість пшениці, сиру та м'ясних продуктів. Грецькому православному монастирю Сан-Сальваторе в Мессіні було дозволено експортувати надлишки пшениці до Північної Африки в обмін на віск для свічок . У цей час Іфрикія (тобто колишня римська провінція Африка) зазнала швидкої урбанізації, оскільки голод спустошив сільську місцевість, а промисловість перейшла від сільського господарства до ремісничого виробництва. Спустошення влаштовані аравійськими племенами бедуїнів Бану Хілал і Бану Сулайм знищили в Іфрикії багато полів і садів, змусивши населення шукати притулку в приморських містах.

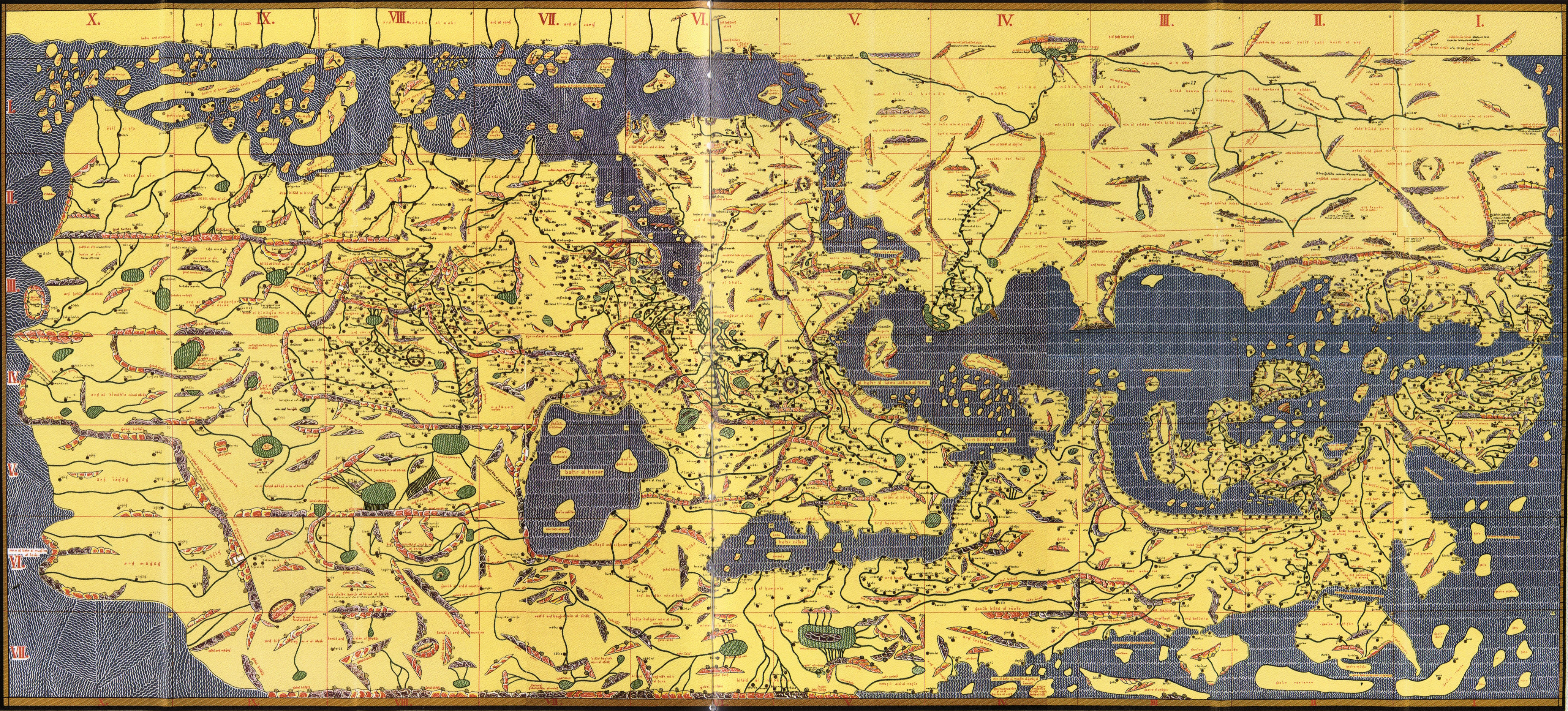
Книга Рожера, рання карта світу, намальована Мухаммедом аль-Ідрісі для Рожера II Сицилійського в 1154 році. Зверніть увагу, що північ знаходиться внизу, тому карта здається перевернутою в порівнянні з правилами сучасної картографії. Аль-Ідрісі також є автором історико-біографічної Книги Рожера.

Граф Сицилії Роджер I (1071—1101 роки), як відомо, утримував людей у Махдії для збору експортних мит, тоді як Рожер II (граф з 1105 року, король в 1130—1154 роках) двічі посилав війська проти африканських міст, коли їх правителі не здійснювали оплату за поставки зерна. У 1117 році Рафі, правитель приморського міста Габес, кинув виклик торгової монополії свого повелителя, зірідського еміра Махдії Алі ібн Ях'ї і звернувся до Рожера по допомогу. Рафі намагався відправити торгове судно зі свого порту, і Рожер відповів, надіславши невелику флотилію, яка бігла, зіткнувшись із силами Махдіана. Коли емір Алі ібн Ях'я у відповідь заарештував сицилійських агентів у Махдії і звернувся по допомогу до своїх союзників Альморавідів, Роджер просив його повернути стосунки до нормального стану. У 1120-х роках між нормандцями і Альморавідами була військово-морська війна набігів і контрнаступів . Найсерйозніший набіг відбувся в 1122, коли в результаті нападу на Нікотеру в Калабрії були поневолені жінки і діти .
В 1135 Рожер II здійснив своє перше постійне завоювання (якщо не вважати острів Пантеллерія, захоплений сицилійцями в 1123). Острів Джерба, який, згідно з арабськими джерелами, «не визнавав султана» і був лігвом піратів, був захоплений Рожером, який захопив в полон багатьох його жителів. Сицилійські мусульмани брали участь у завоюванні Джерби, але невідомо, що сталося з давньою єврейською громадою на острові, яка все ще існувала (або була відновлена) на початку XIII століття. Захоплення Джерби надало Рожеру базу, з якою міг завдавати більший вплив на Махдію, яка, будучи неспроможна оплачувати поставки зерна, була змушена до 1142 року стати протекторатом Сицилії. Зовнішньою політикою Іфрикії став керувати Рожер, який заборонив їй вступати в союзи з іншими мусульманськими державами, вороже налаштованих по відношенню до Сицилії, і, ймовірно, замість оплати за зерно, необхідне Махдії для прогодування мешканців, утримував на свою користь митні доходи міста. Рожер також мав право захопити будь-яке місто, яке повстало проти влади еміра Махдії. Новий молодий емір Аль-Хасан ібн Алі, якого історик Алі ібн аль-Асір називає «принцем Африки», був особисто у боргу перед сицилійським фіском, цілком можливо, через свою пристрасть до розкоші. Один арабський літописець зазначив, що «проклятий [король Сицилії] поставив найжорсткіші умови, і він [емір] повинен був їх прийняти, і він запропонував йому покору, так що у всіх відносинах він став лише āmil [губернатором] Рожера».

### Релігійні мотиви
Дві латинські хроніки, «Хроніка» Роберта де Торіньї та анонімне продовження «хроніки» Сігеберта з Жамблу, є єдиними джерелами, що приписують релігійні мотиви завоюванню Рожером частини Північної Африки, що відбувалося одночасно з Другим хрестовим походом та Вендським хрестовим походои. Відомо, що Рожер не отримував схвалення папи римського на свої африканські завоювання. Однак арабські джерела посилаються на те, що армія Рожера набиралася з усього християнського світу, і це твердження може бути перебільшенням, ніж фактом. Ібн Ідхарі каже, що Рожер «закликав до зброї людей усіх латинських країн». Один неіталійський лицар Річард де Лінгевр дійсно брав участь у захопленні Триполі і був винагороджений за це землею в Апулії. Можливо, він та сама людина, що й граф Річард Андрійський.

### Амбіції
Є свідчення того, що принаймні деякі сучасники Рожера, переважно його вороги, вважали його завоювання в Африці незаконною узурпацією. Гервасій Тільберійський у підозрілому уривку зі своєї Otia imperialia має на увазі, що імператор Фрідріх I, який вважав Рожера узурпатором у Південній Італії, був засмучений тим, що він поширив свою владу на стару римську провінцію Африка. І, згідно з Ерфуртськими хроніками, на сеймі в Мерзебурзі в 1135 делегація Венеційської республіки поскаржилася імператору Лотарю II, що Рожер захопив Африку, «одну третину світу», у короля Gretia (Греції). Цей перекручений звіт повністю відокремлює дії Рожера від міжрелігійного суперництва, перетворюючи жертву його нападу на християнського правителя. Насправді головною турботою венеційців були подальші амбіції Рожера.

Навіть літописці Сицилійського королівства вважали, що амбіції Рожера відіграли головну роль у рішенні захопити Африку. Архієпископ Ромуальд Салернський у своїй книзі «Хронікон» писав, що «оскільки в нього було горде серце і велика воля до правління, він не задовольнявся правлінням лише в Сицилії та Апулії і підготував величезний флот, який він послав до Африки з дуже великою кількістю військ, і [Рожер] взяв та утримав Африку» . Придворний історик під псевдонімом «Гуго Фальканду» у своїй книзі «Liberd de regno sicilie e epistola ad Petrum panormitane ecclesie thesaurarium» також наголосив на бажанні Рожера розширити своє королівство:
Він намагався силою, ніж розсудливістю, перемогти своїх ворогів і розширити своє королівство до найдальших меж. Бо він завоював Триполі на Берберійському березі, Махдію, Сфакс, Габес та багато інших варварських міст, зазнавши безліч трудів та небезпек .
Через довгі історичні зв'язки між мусульманськими Сицилією та Іфрикією, включення Північної Африки до Сицилійського королівства не створило б для Рожера жодних проблем. Культурні зв'язки між Сицилією та Північною Африкою були сильнішими, ніж між Сицилією та його власними володіннями на півдні Італії.

## Управління
Існує переказ, що Рожер, здобувши Африку, прийняв титул rex Africae (король Африки). За словами К. Е. Дюфур, однак, це була помилка, вперше допущена переписувачами XVIII століття, які неправильно переписали деякі хартії, записавши Африка замість Апулія. Існує принаймні одна збережена приватна сицилійська хартія, в якій Рожер згадується як «наш владика Сицилії та Італії, а також усієї Африки, найбезтурботніший і непереможний король, коронований Богом, благочестивий, щасливий, тріумфальний, завжди». У королівських хартіях повсюдно використовується титул "король Сицилії, герцог Апулії та князь Капуї". На одному надгробному камені у Палермо, що належить королівському священику Грізанту і датований 1148 роком, в арабських та іудео-арабських написах Рожер згадується як «король (Малік) Італії, Лонгобардії, Калабрії, Сицилії та Африки» .
|  | Управління нормандської Африки було ретельно змодельовано на основі прецедентів, запропонованих донормандськими емірами. Як і в Сицилії, пильну увагу приділяли інтересам мусульманського населення, тоді як християни користувалися звільненням від подушного податку... крім гарнізонів в африканських містах та використання кавалерійських загонів норманського типу, доказів наявності «норманських» чи «франкських» характеристик знайти неможливо. Архітекторами африканської імперії були не «нормани», а грецькі та арабські придворні... |

### Економіка

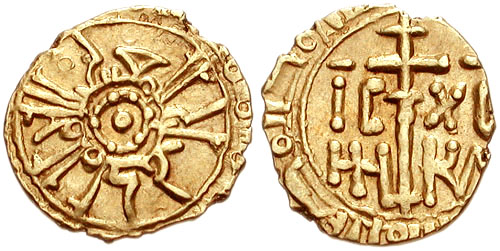
Золотий сицилійський тарі, викарбуваний у Палермо під час правління Рожера II. Сицилія залежала від африканського золота для своїх монетних дворів, але африканські золоті динари були зроблені з вищого ґатунку золота, ніж тарі.

Контроль над Африкою дав Сицилії контроль за всіма морськими шляхами між західним і східним Середземномор'ям. Рожер II обклав податком судноплавство, хоча, схоже, він дозволив місцевим мусульманським емірам збирати деякі власні мита. Ібн Абі Дінар стверджує, що валі Габеса збирали податки від імені Рожера. Завдяки добрим відносинам Сицилії з фатимідським Єгиптом, італійські торгові судна могли у цей період спокійно подорожувати вздовж усього північноафриканського узбережжя. Рожер також обклав податком сухопутні караванні шляхи з Марокко до Єгипту. Більш прибутковими були транссахарські каравани, які перевозили золото для монетних дворів Північної Африки та Південної Італії. Важливим кінцевим пунктом для них була Беджая, яку Рожер, можливо, атакував у цей період, але не зміг захопити, хоч і підтримував зв'язки з поваленим еміром Ях'єю ібн аль-Азізом.
У Махдії Рожер I та Вільгельм I карбували динари з чистого золота діаметром 22 мм і вагою 4,15 грама з куфічними написами, ймовірно, для внутрішнього використання в Африці . Лише дві відомі монети були вперше виявлені туніським ученим Абдул-Вахабом у 1930 році. Вони були близькою імітацією типу, викарбуваного фатимідським халіфом Алі аль-Загіром (1020-35) більше століття тому. У фатимідській манері монети мають написи у вигляді двох концентричних кіл із двома лініями тексту в центрі. Круговий текст однаковий з обох сторін, тоді як центральний текст відрізняється. На монеті Рожера написано: «викарбовано за наказом великого короля (al-malik al-muʿaẓẓam) Рожера, могутнього через Всевишнього [Аллаха], у місті Махдії, в 543 році [хиджри]» (тобто в 1148/49 році) у зовнішньому колі, і «хвала Богу, належить хвалити його, і, воістину, він гідний і гідний [хвали]» у внутрішньому колі. У центрі аверса написано «король Рожер», а в центрі реверсу його лакаб «могутній через Всевишнього» (al-muʿtazz bi-ʾllāh) . Монета Вільгельма аналогічна, але датується 549 роком (1154/5) і замінює арабський лакаб Рожера своїм власним, al-Hādī bi-Amr Allāh («провідник з наказу Всевишнього») . Було помічено, що написи мають схожість із написами на південноіталійських монетах тарі Роберта Гвіскара, викарбованих у Палермо в 1072 році. В обох випадках монетний двір був повністю укомплектований мусульманами .

### Релігія
Будучи правителем Африки, Рожер прагнув спонукати мусульманських біженців на Сицилії знову влаштуватися Африці і видав відповідний указ. Він підтримував лояльність своїх африканських володінь, пропонуючи їм зерно. Нормандська Африка «стала багатою і процвітаючою, тоді як решта Берберії і більшість Близького Сходу зазнавали жорстоких мук голоду» в цей період постійного голоду . Згідно з записами Ібн аль-Атхіру, Триполі процвітав при Рожері: «Сицилійці і руми [північні італійці, греки і т. д.] часто відвідували його [заради торгівлі], внаслідок чого він знову заселився і процвітав» . Купці з Генуї, які мали зв'язки із Сицилією, почали торгувати і з Триполі.
Рожер залишив релігійну та судову владу в руках місцевого правителя (хаміла) . У кожному місті був сицилійський гарнізон під командуванням сицилійського командира, для мусульманських громад був встановлений подушний податок подібний до джизії, який вони до цього стягували з євреїв і християн, але легший, ніж той, який в той час стягувався з сицилійських мусульман. Місцева християнська громада, що здебільшого складалась з поневоленого населення, певно якийсь час отримувала пільги та переваги від влади сицилійців. Єпископ Махдійський Косма здійснив поїздку до Риму, щоб отримати легальний статус від папи Євгена III, а також до Палермо, щоб відвідати свого нового государя. Анонімний продовжувач праць Сігеберта з Жамблу називає Косму «вільною людиною», що повернулася в Африку .
Коли в 1160 Махдію захопили Альмохади, Косма втік до Палермо. Християни, мабуть, постраждали за правління Альмохадів через їх зв'язки з сицилійцями. Місцева церква в Африці після цього рідко згадується у джерелах .